# Causse Méjean
Pour les articles homonymes, voir Méjan.
Le causse Méjean ou causse Méjan (Mejan en occitan) est un vaste plateau calcaire français faisant partie des Grands Causses. C'est le plus haut des plateaux caussenards avec une altitude variant de 800 m à 1 247 m au mont Gargo. Sa superficie approche les 340 km2 (34 000 hectares). Le causse Méjean est compris en totalité dans le périmètre du site des Causses et des Cévennes inscrit sur la liste du patrimoine mondial de l'UNESCO le 29 juin 2011.

## Géographie

Carte topographique du causse Méjean qui est un quasi-désert avec une densité démographique de 1,5 habitant/km2.

Situé en France dans le Massif central en Lozère, le Méjean est ceinturé des vallées profondes de la Jonte au sud, du Tarnon à l'est et du Tarn au nord et à l'ouest. Il doit son nom de Mejan, qui signifie  « médian » ou « moyen » en occitan, à la position centrale qu'il occupe, entre le causse de Sauveterre au nord, et le causse Noir au sud.
Le causse Méjean s'étend sur 13 communes de Lozère : 
- Hures-la-Parade ;
- Meyrueis ;
- Les Vignes ;
- Montbrun ;
- Florac ;
- Le Mas-Saint-Chély ;
- Gatuzières ;
- Fraissinet-de-Fourques ;
- Vebron ;
- Saint-Laurent-de-Trèves ;
- Le Rozier ;
- Saint-Pierre-des-Tripiers ;
- La Malène.

## Géologie

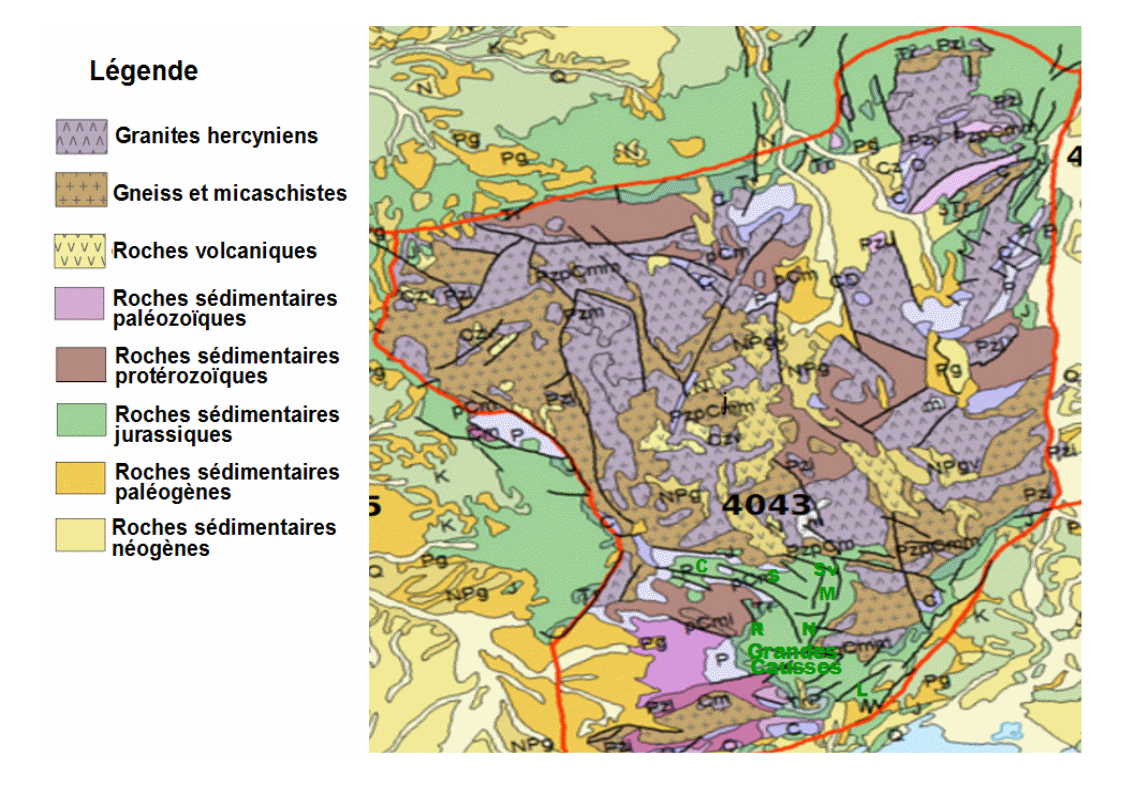
Carte géologique des Grands Causses :
C=Comtal ; S=Séverac ; Sv=Sauveterre ; M=Méjean ; N=Noir ; R=Rouge ; L=Larzac.

Les nombreuses couches de sédiments calcaires et dolomitiques datent presque toutes en totalité du Jurassique et reposent sur les bancs de grès du Trias recouvrant le socle hercynien (les schistes). L'épaisseur des couches de calcaire atteint 650 m et jusqu'à 1 500 m par endroits. Les géologues distinguent plusieurs types de roches : le calcaire (sens strict), qui peut être massif, lité ou marneux, la dolomie, les marnes et le basalte (quelques traces issues de l'activité volcanique du tertiaire récent).
Les couches carbonatées déposées au fond de la mer jurassique qui recouvre le socle hercynien pénéplané sont soulevées sous la contrainte compressive provenant de l'orogenèse pyrénéenne et alpine. Ces phases compressives sont associées à la réactivation des failles hercyniennes du faisceau cévenol, notamment la faille des Cévennes qui découpe la région en blocs et délimite les hauts plateaux des causses et Cévennes au nord, des plaines des garrigues du Languedoc au sud.

## Relief et géomorphologie
La notion de plateau laisse suggérer un paysage plat et monotone. Pourtant, la succession de reliefs arrondis ou allongés et de dépressions, les chaos dolomitiques rompent la monotonie. L'ouest du plateau, plus bas en altitude, est aussi morcelé de ravins profonds de plusieurs dizaines de mètres. Il semble que les accidents du sol soient le résultat d'un jeu de failles dû à des glissements de terrain :
- sud vers nord : issu de la chaîne pyrénéenne ;
- est vers ouest : issu de la chaîne alpine.

L'ensemble a été pénéplané et des soulèvements ont provoqué l'apparition des couches les plus anciennes (tertiaires).

## Hydrographie et climat
Aucun cours d'eau ne circule à la surface des plateaux : l'eau de pluie rejoint les vastes réseaux karstiques pour resurgir dans les vallées et alimenter les rivières du Tarn et de la Jonte par de nombreuses résurgences. Ces réseaux hydrographiques souterrains sont à l'origine de grottes et avens remarquables.

## Végétation
Aujourd'hui, les Causses montrent un paysage fortement modifié, profondément marqué par l'empreinte humaine, l'élevage essentiellement. Sur le Méjean, les pelouses et les landes à buis et à genévrier, parfois morcelées de plantations de pin noir, couvrent la partie orientale du plateau : le causse nu. Les vastes espaces vallonnés couverts de pelouses sèches souvent dépourvues d'arbre ne sont pas sans évoquer un paysage de steppe tempérée. Pourtant, on rencontre en traversant ces espaces largement ouverts de nombreuses espèces rares et remarquables. La partie ouest est plus boisée (pin sylvestre).

## Faune

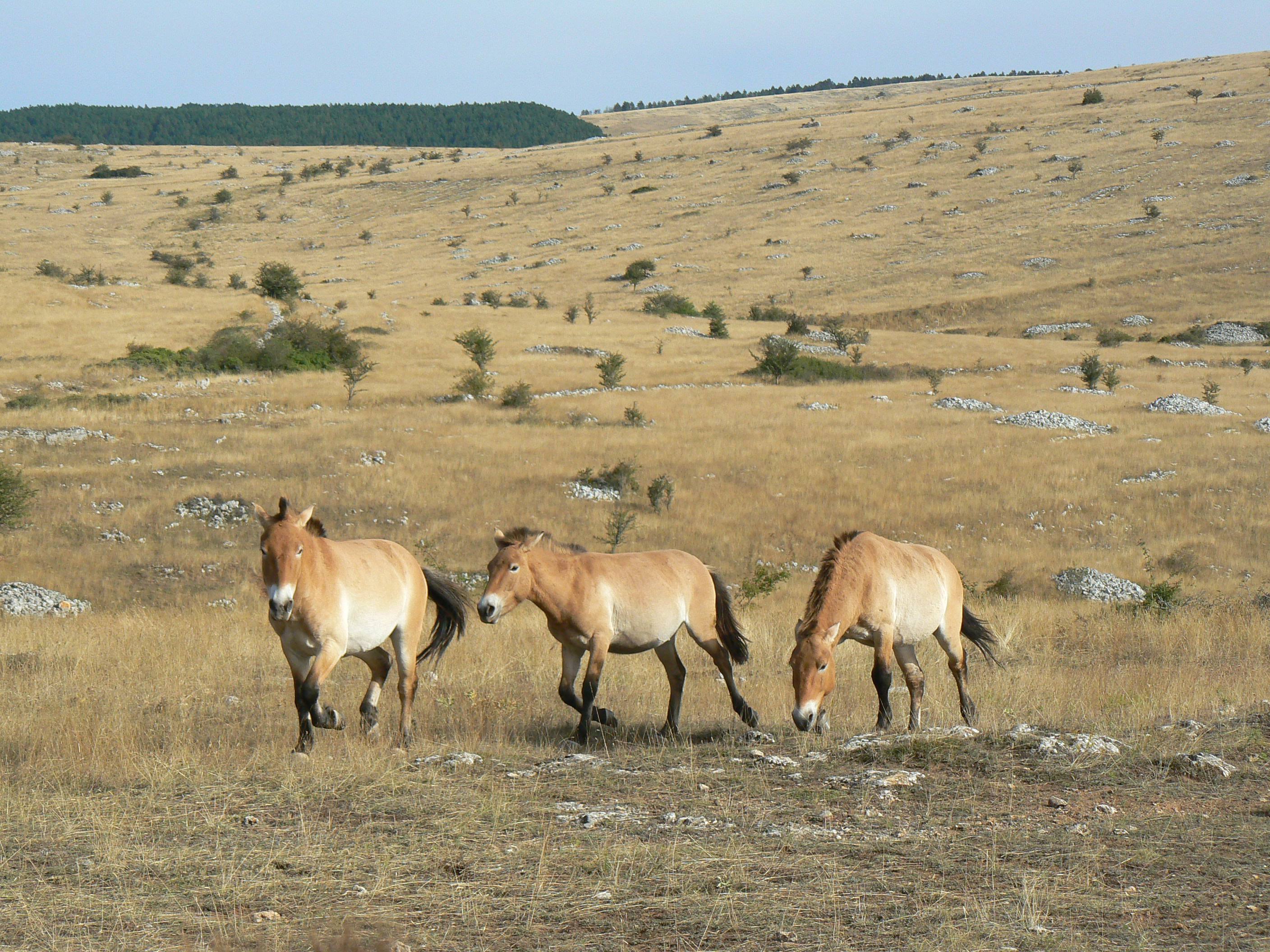
Chevaux de Przewalski sur le causse.

En 1993, onze chevaux de Przewalski provenant de divers zoos européens ont été amenés au Villaret dans le parc national des Cévennes. Le cheval de Przewalski, dont le territoire d'origine était l'Asie centrale, s'est éteint à l'état sauvage dans les années 1960. Il ne survivait plus que dans les zoos jusqu'aux années 1990. Le cheval de Przewalski n'a jamais pu être domestiqué par l'homme.
Les chevaux de Przewalski se sont vite adaptés aux conditions difficiles du causse Méjean et s'y sont reproduits. En 2004 et 2005, 22 chevaux ont été transportés dans la zone tampon du Parc national de Khar Us Nuur à l'ouest de la Mongolie.

## Lieux et sites d'intérêt
- Aven Armand
- Chaos de Nîmes-le-Vieux
- Arcs de Saint-Pierre
- Grotte Amélineau

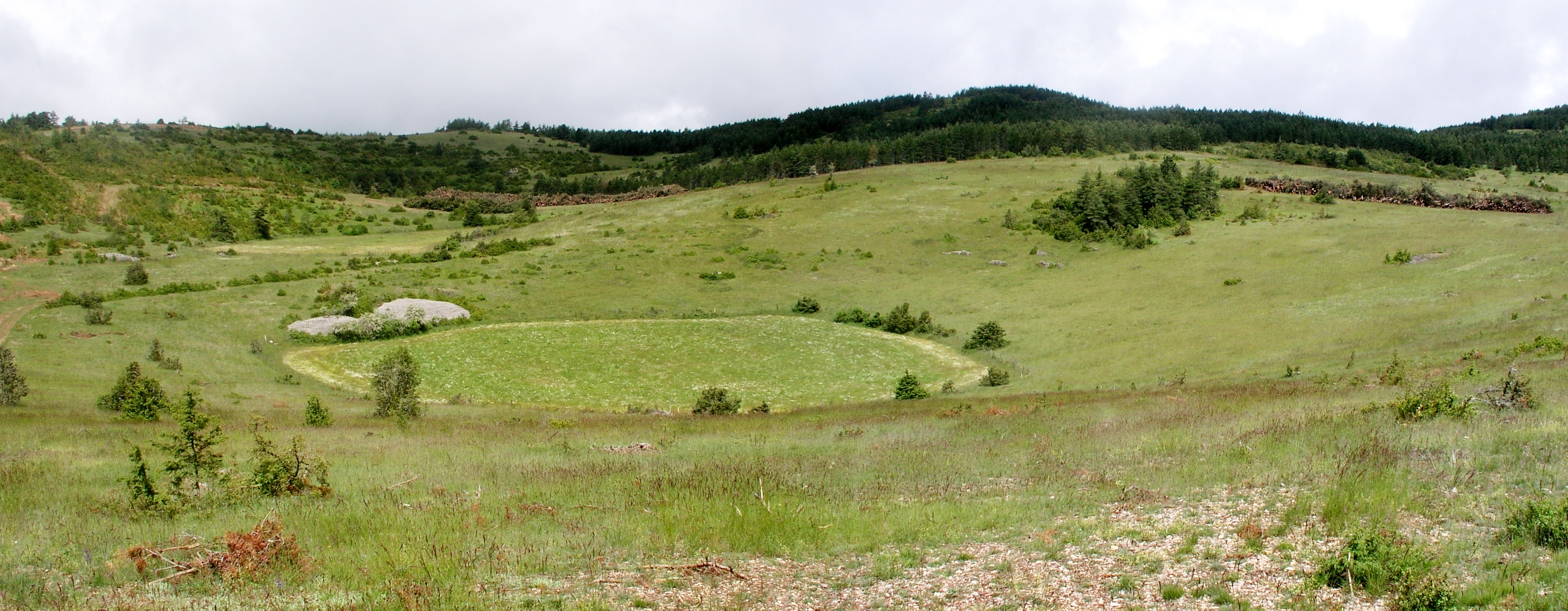
Doline sur le causse Méjean, Mas-Saint-Chély.
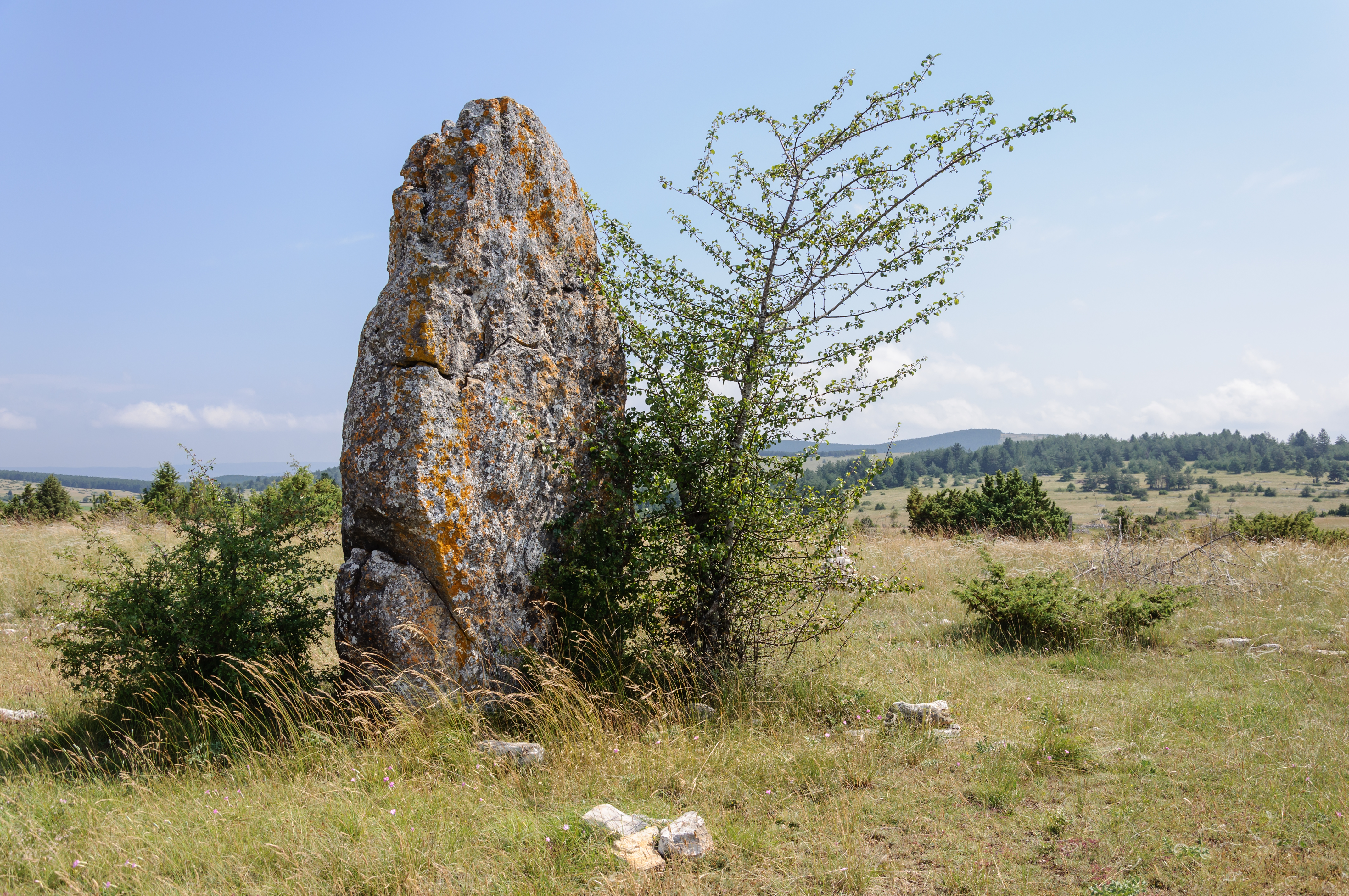
Le menhir du Fraïsse, Mas-Saint-Chély.
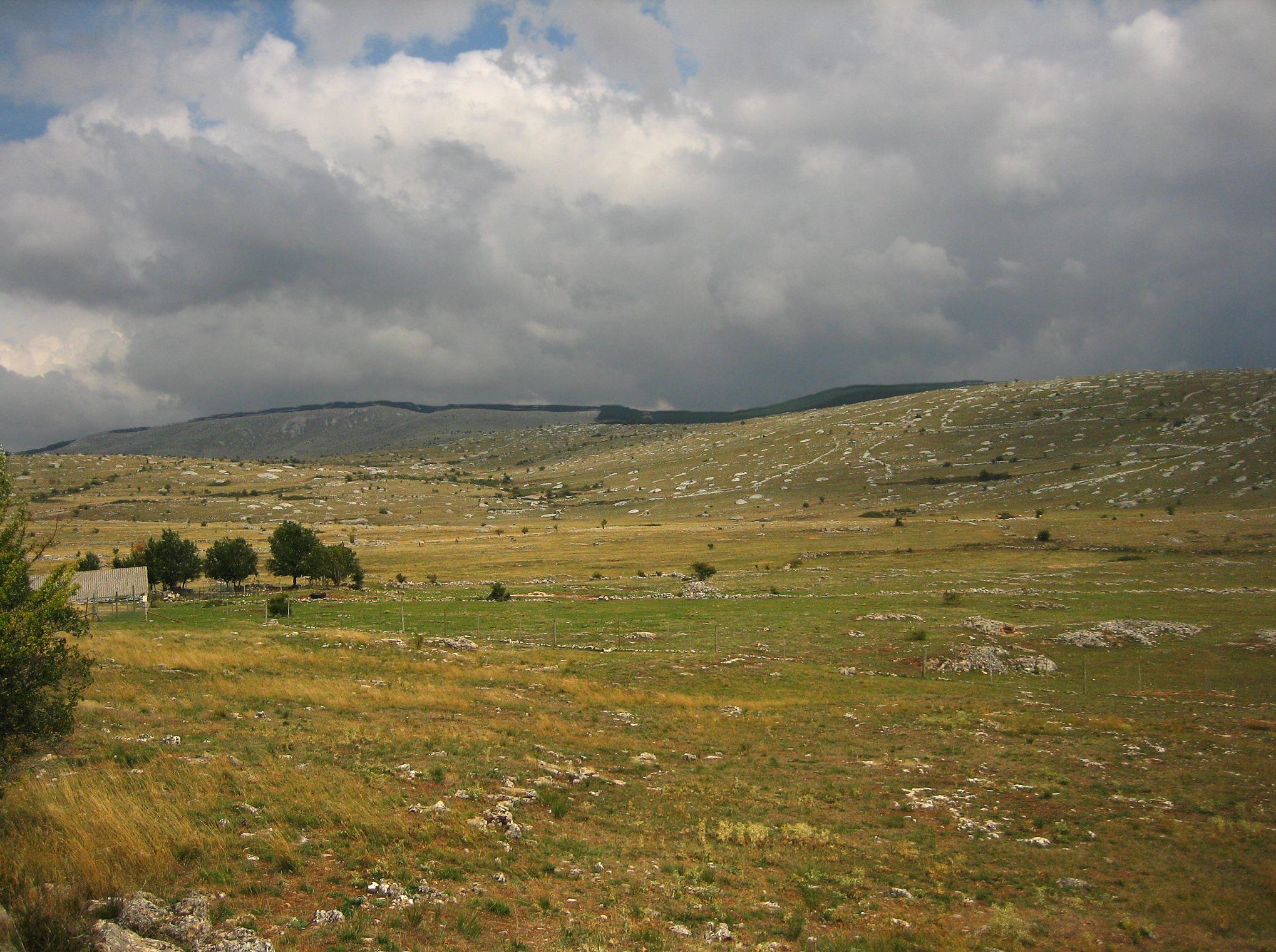
Le causse Méjean.
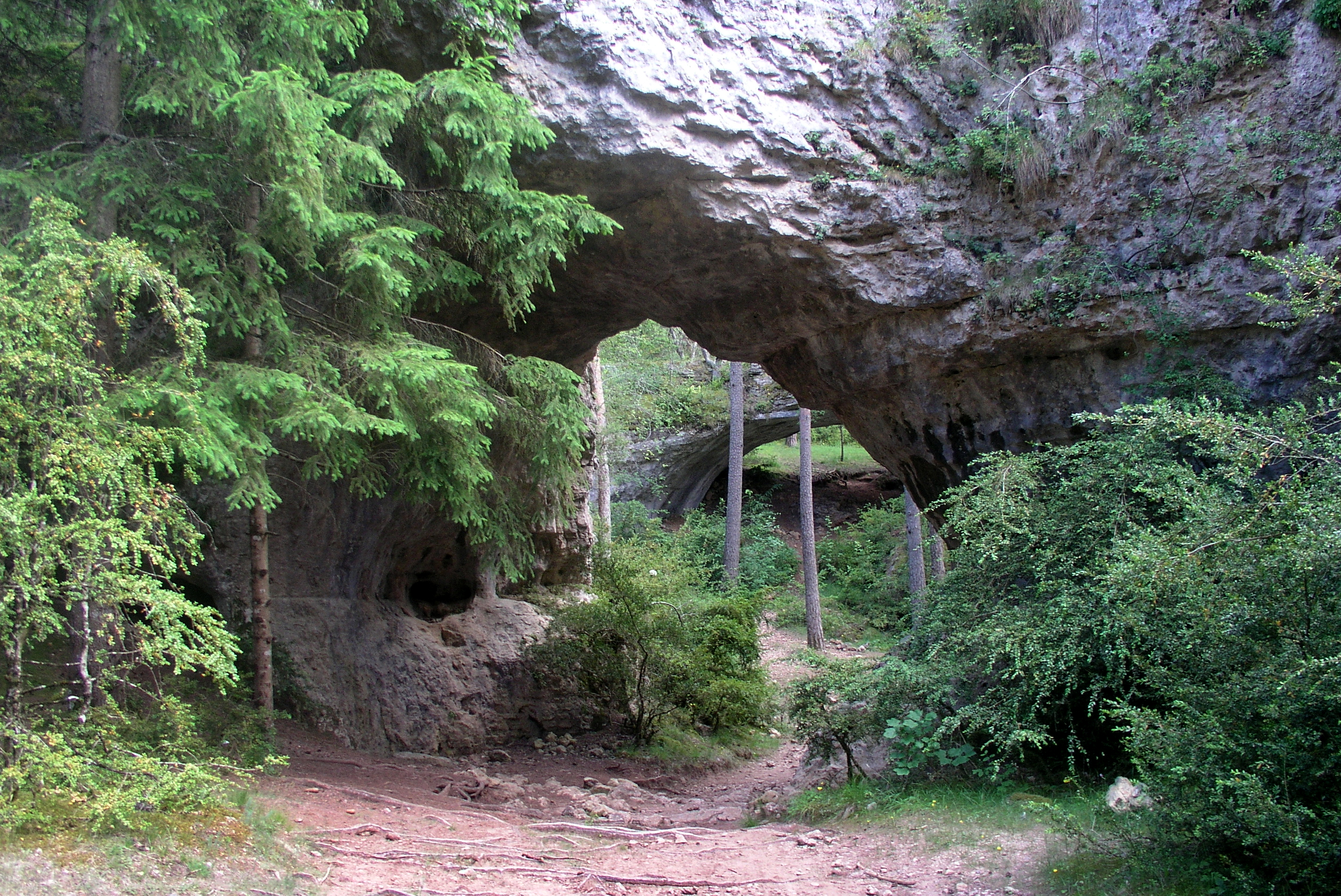
Arcs de Saint Pierre, Saint-Pierre-des-Tripiers.
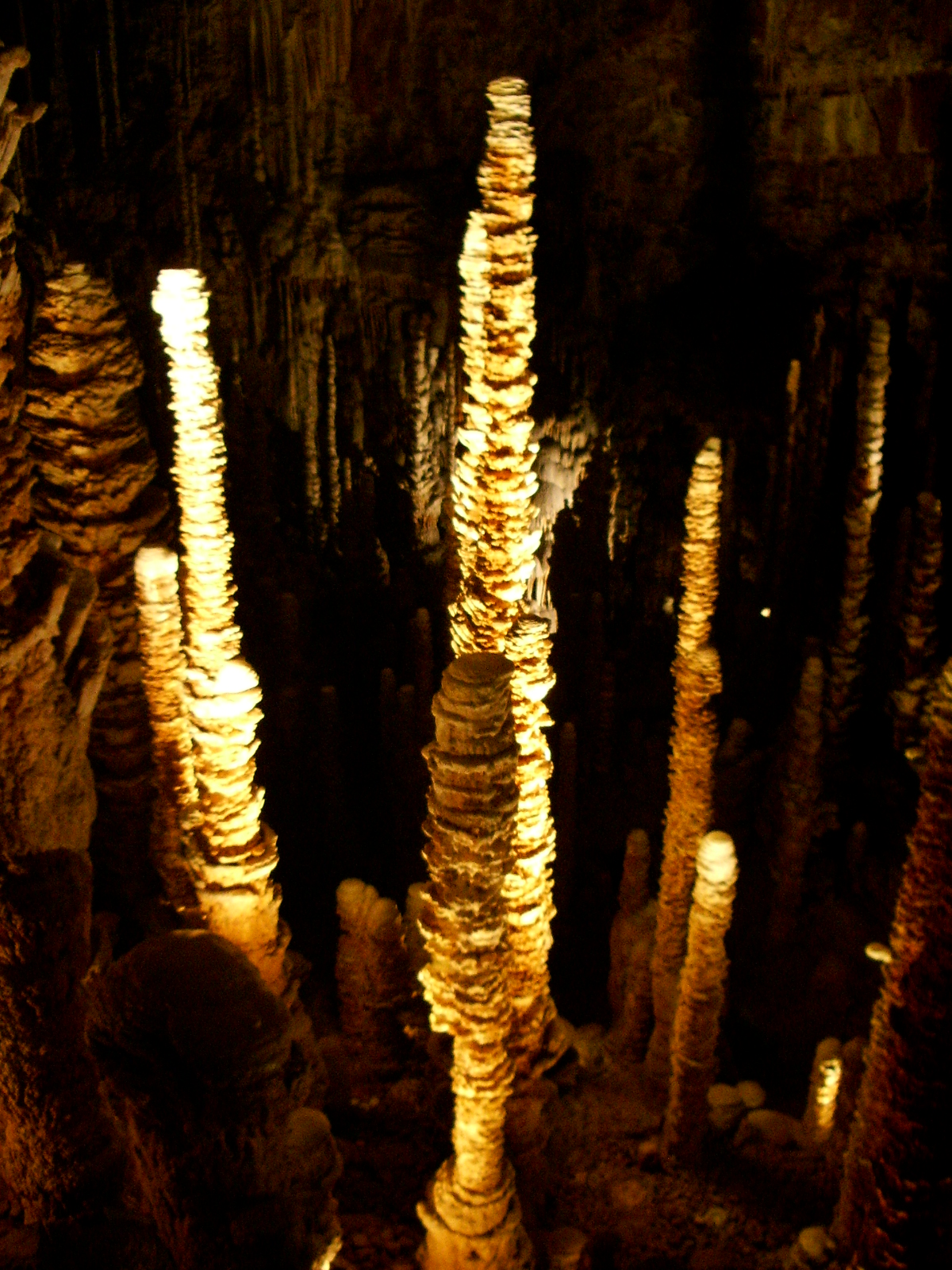
Stalagmites de l'aven Armand, Hures-la-Parade.
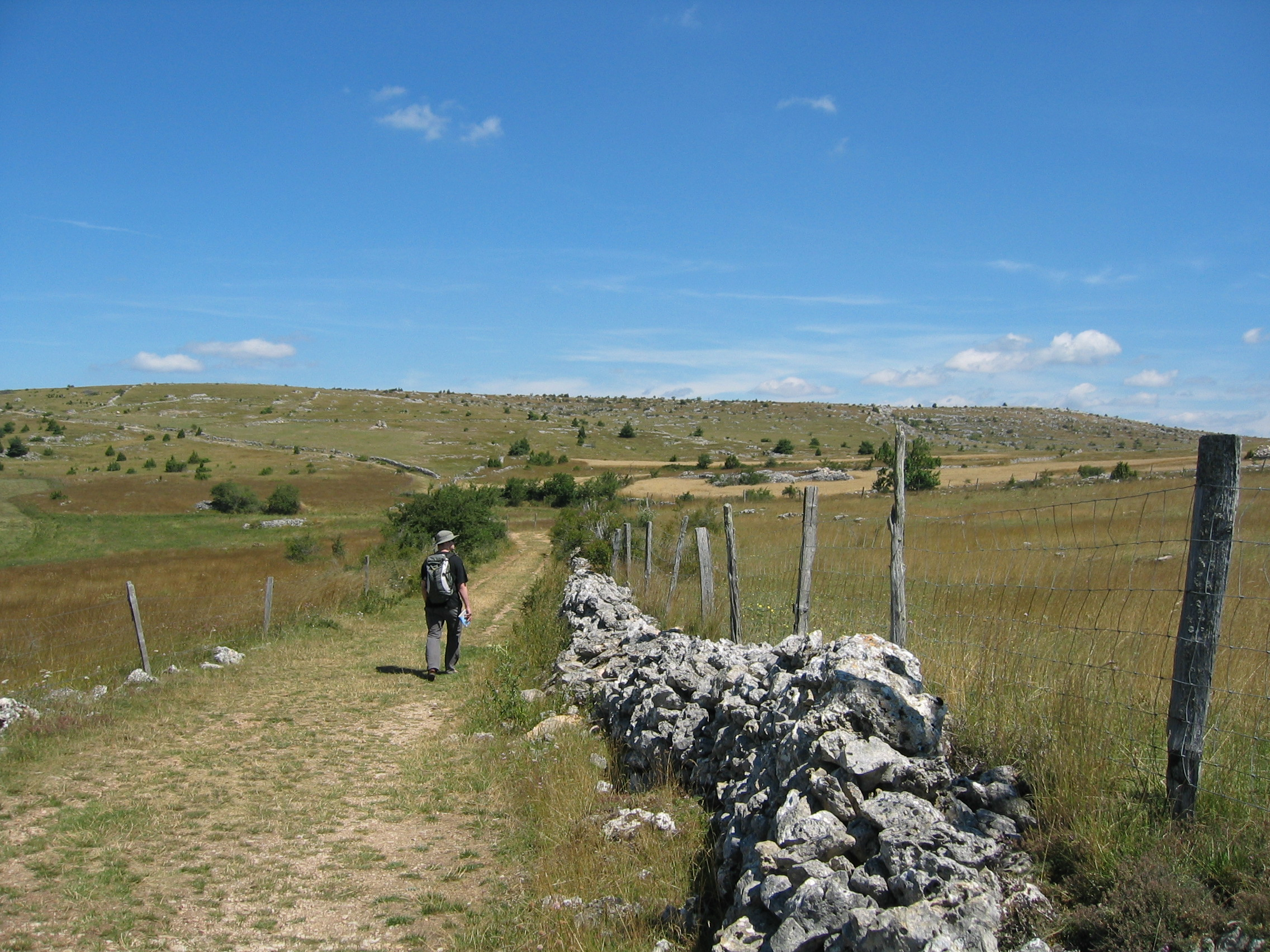
L'enclos pastoral est associé à la caselle, cabane du berger construite à partir de clapas (tas d'épierrement des champs et des pâturages).
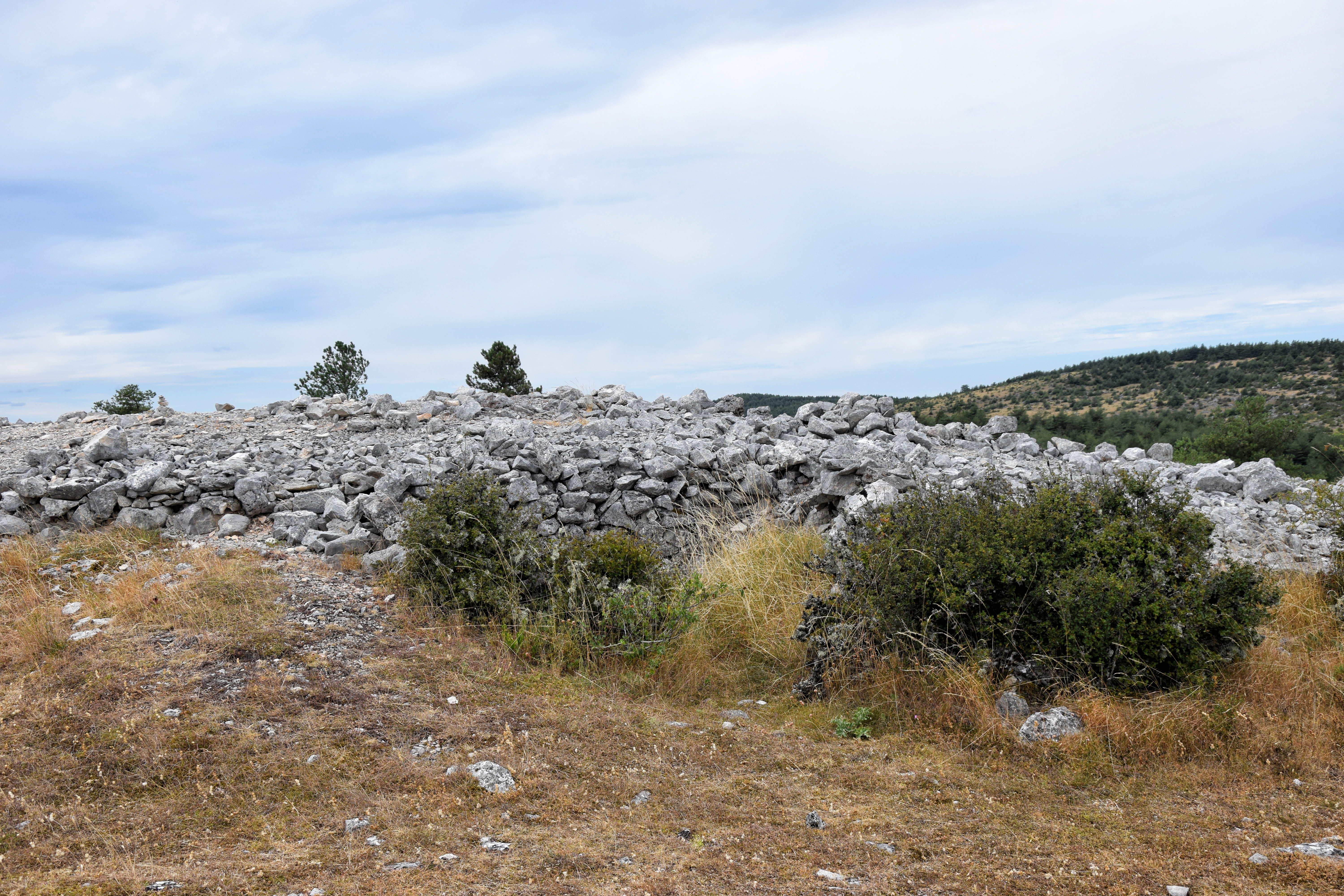
L'enceinte protohistorique de la Rode, indifféremment appelée enceinte de Drigas, de Hures ou du Buffre[8].
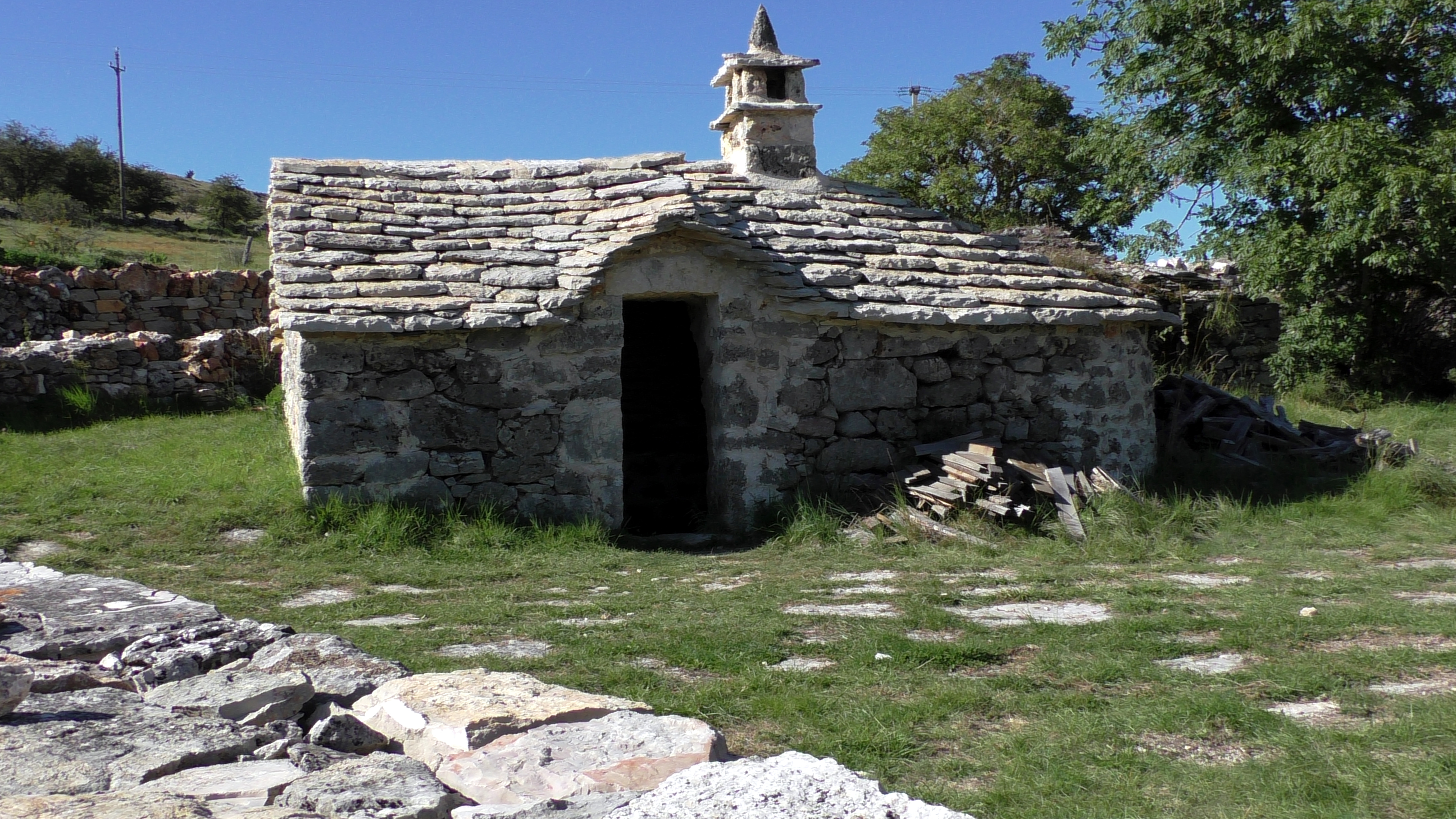
Cette cabane pastorale caussenarde utilise la voûte pour supporter le toit composé de lauzes et d'une cheminée coiffée de dalles de calcaire reposant sur des petites pierres verticales, surmontées d'une pierre conique appelée cocut.

## Toponymie
L’usage courant utilise Méjean, que l’on trouve dans la presse et les brochures touristiques ; les scientifiques adoptent Méjan, graphie préconisée par la Société des Lettres de la Lozère dans la Revue du Gévaudan. Il semble que l’orthographe Méjean provienne d’un rapprochement fait avec le prénom Jean. Les recherches étymologiques ont démontré que le nom commun occitan mejan était issu du latin medianum (« médian, moyen, qui est placé au milieu », c'est-à-dire entre les Causses Noir et de Sauveterre), d'où son nom occitan de Mejan,.

## Histoire

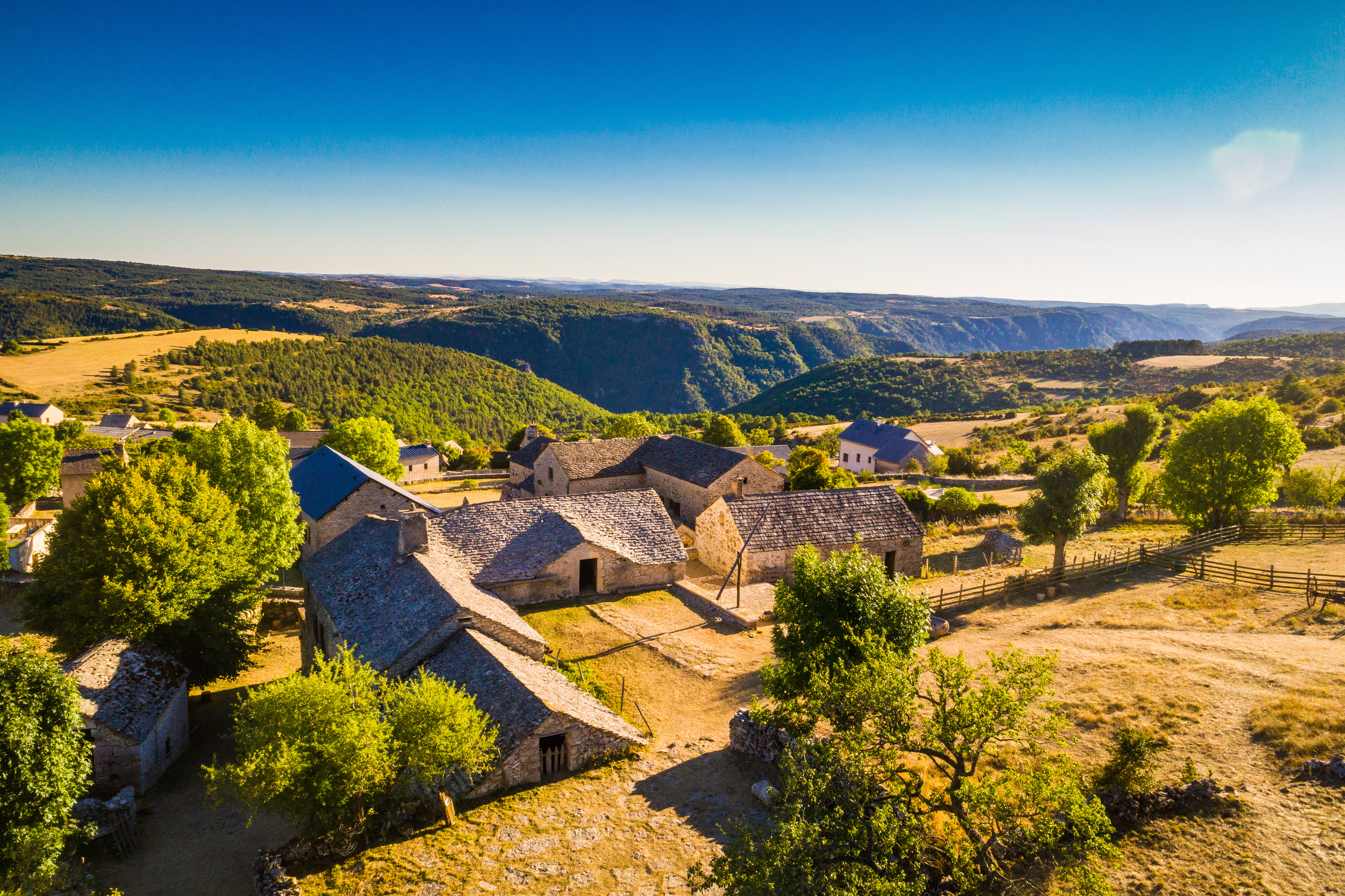
Vue sur les gorges de la Jonte depuis la Ferme caussenarde d'autrefois à Hyelzas.

### Préhistoire et Protohistoire
L'archéologie et la toponymie révèlent que les menhirs sont nombreux sur ce plateau. De plus, on peut repérer des tumulus hallstattiens qui se dressent souvent au voisinage des dolmens chalcolithiques.

### Antiquité
La région fait partie du pays des Gabales, peuple gaulois ayant combattu aux côté du roi Vercingétorix à Alésia en 52 avant notre ère.
La région appartient successivement au pays gabale, à la République romaine, à l'Empire romain, à l'Empire des Gaules, à nouveau à l'Empire romain, puis à l'Empire romain d'Occident jusqu'à la chute de Rome en 476.

### Temps modernes
Le Causse Méjean est situé proche des Cévennes, région où la réforme protestante rencontra un certain succès. Certains villages du Causse Méjean voient une partie de sa population se convertir au protestantisme, comme Meyrueis ou Gatuzières. La région fut la théâtre d'affrontements religieux. Les protestants de Florac, petite ville située en bordure du causse, subit les dragonnades. Le village de Meyrueis est attaqué et sa population dispercés dans les localités voisines.

### Époque contemporaine
Concernant l'histoire récente, La Ferme caussenarde d'autrefois, écomusée du causse, a été créée par Armand et Marie Pratlong en 1973. Le visiteur peut y découvrir le mode de vie des paysans du causse avant 1946 ainsi que l'architecture typique faite de murs et voûtes en pierre calcaire et de toitures en lauzes calcaires.

## Culture
- Une partie de l'histoire du roman Miserere[12], de l'auteur Jean-Christophe Grangé, a pour cadre le causse Méjean.
- Jean Benoît-Lévy a filmé le causse Méjean en 1936 dans son documentaire de court-métrage Le Causse.
- Le film Scout toujours... (1985) de Gérard Jugnot a de nombreuses scènes tournées sur le causse Méjean.
- L'action du roman de Raymonde Anna Rey intitulé Les sentiers du Vieux Causse paru en 1978 se déroule sur le causse Méjean dans un petit village cévenol.
- Lieu de tournage de Rester vertical (2016), film d’Alain Guiraudie.
- Le film Seules les bêtes (2019) de Dominik Moll, adaptation du roman Seules les bêtes (2017) de Colin Niel, situe une importante partie de son action dans le causse Méjean.

## Galerie photo

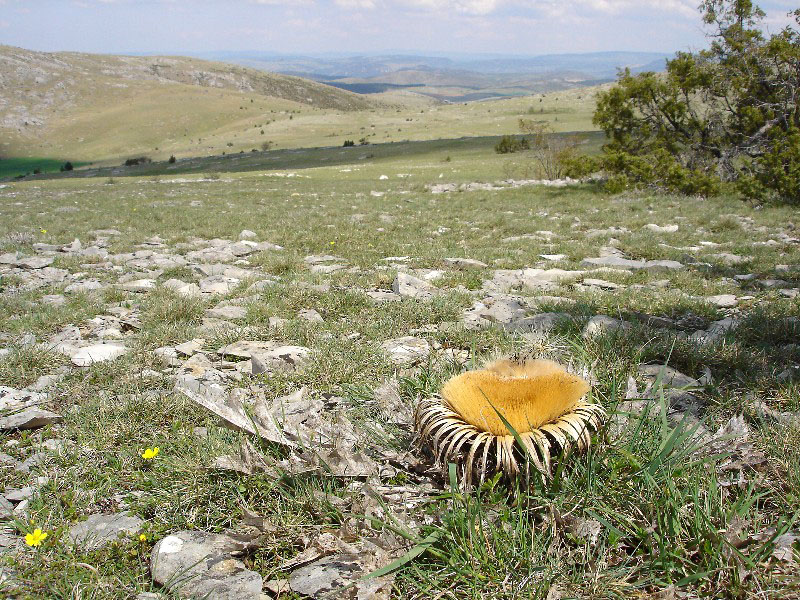
Un chardon bien connu du causse : la Cardabelles ou carline à feuilles d'acanthe.
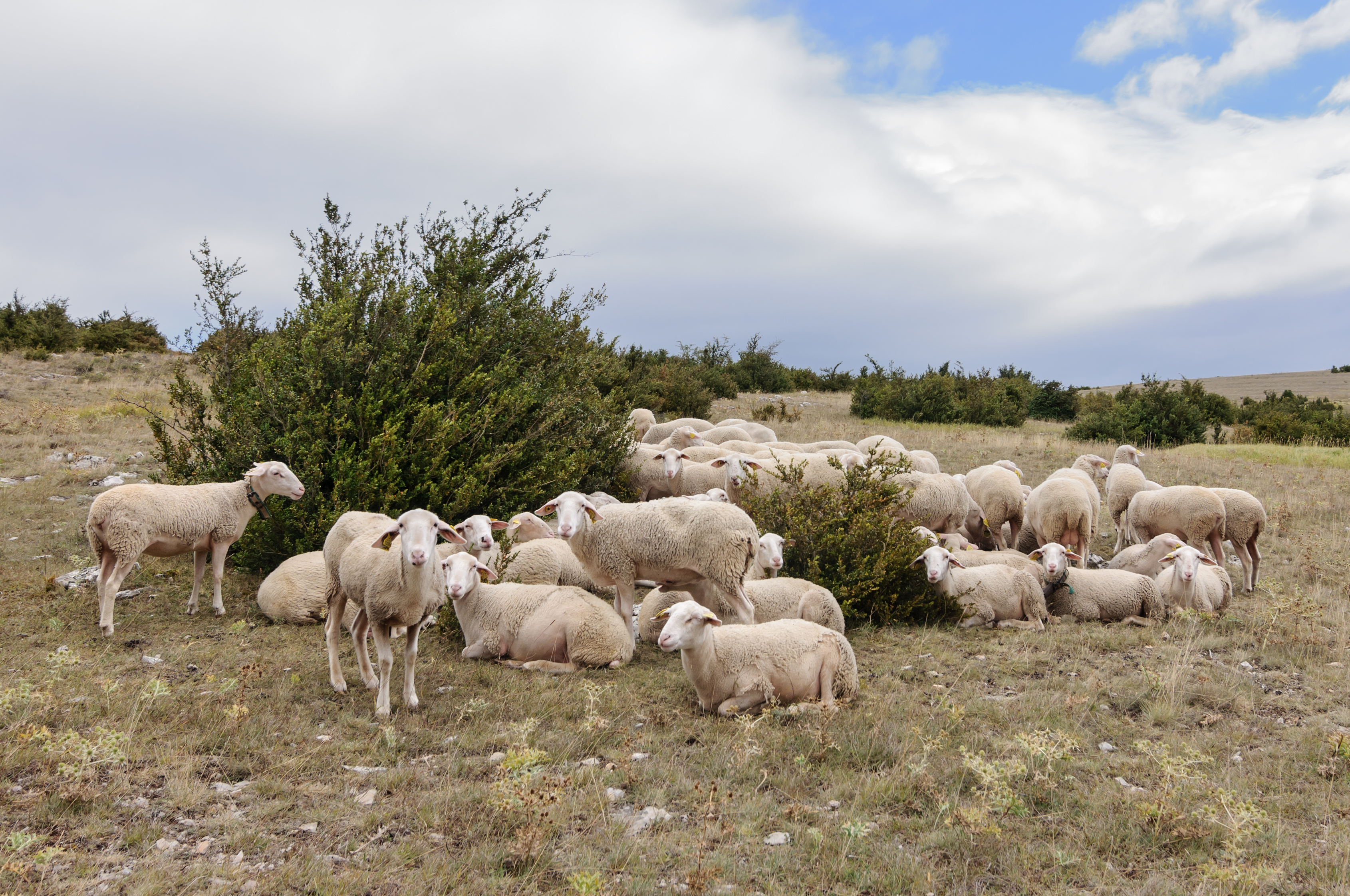
Troupeau de moutons de race Lacaune près de Florac.
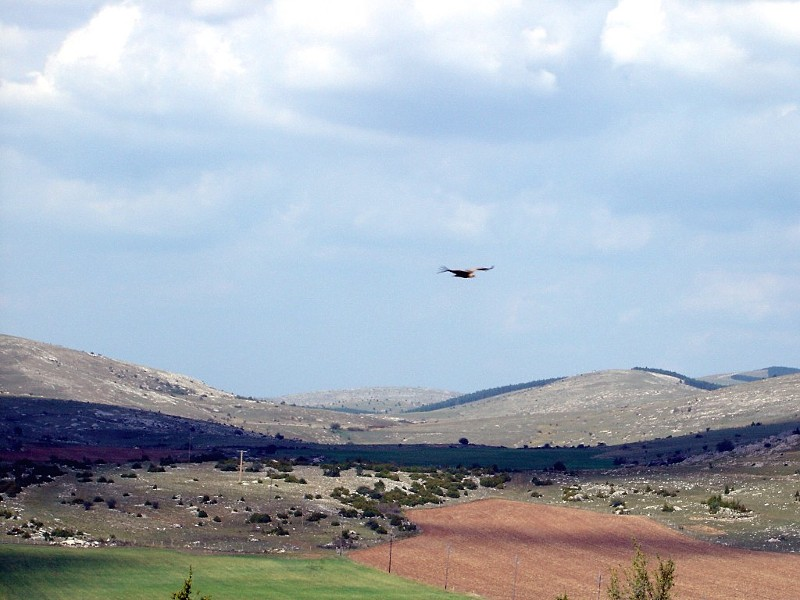
Vautour survolant le causse Méjean.
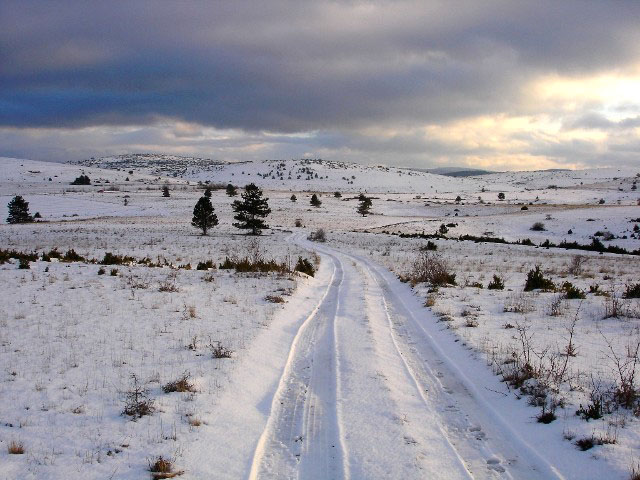
Chemin en hiver.
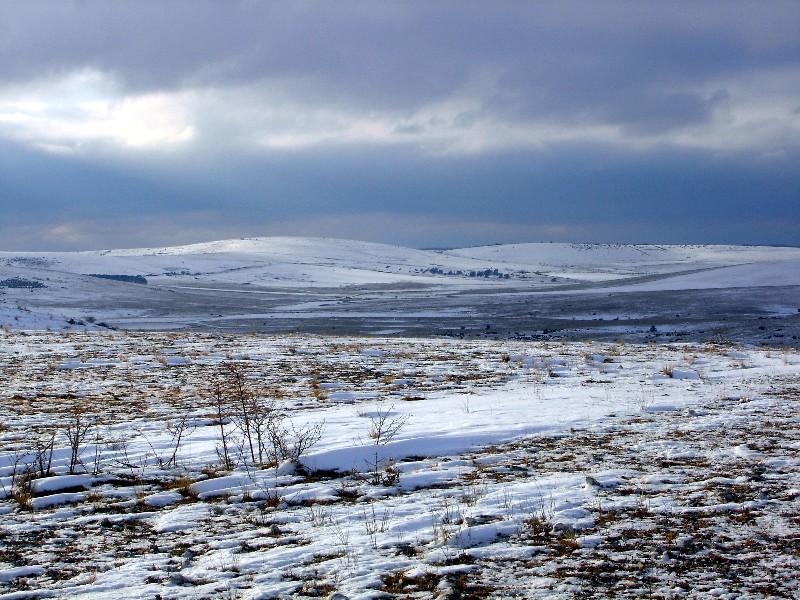
L'hiver sur le Méjean.
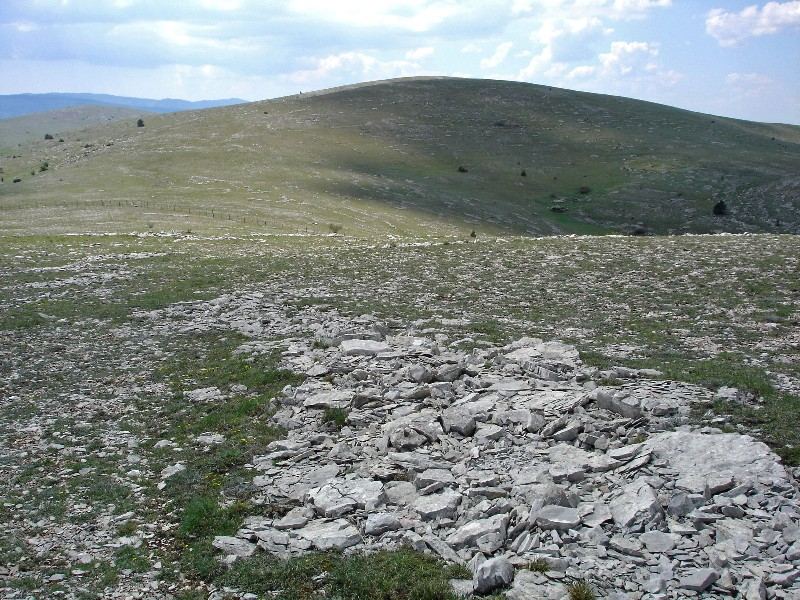
Le mont Gargo.
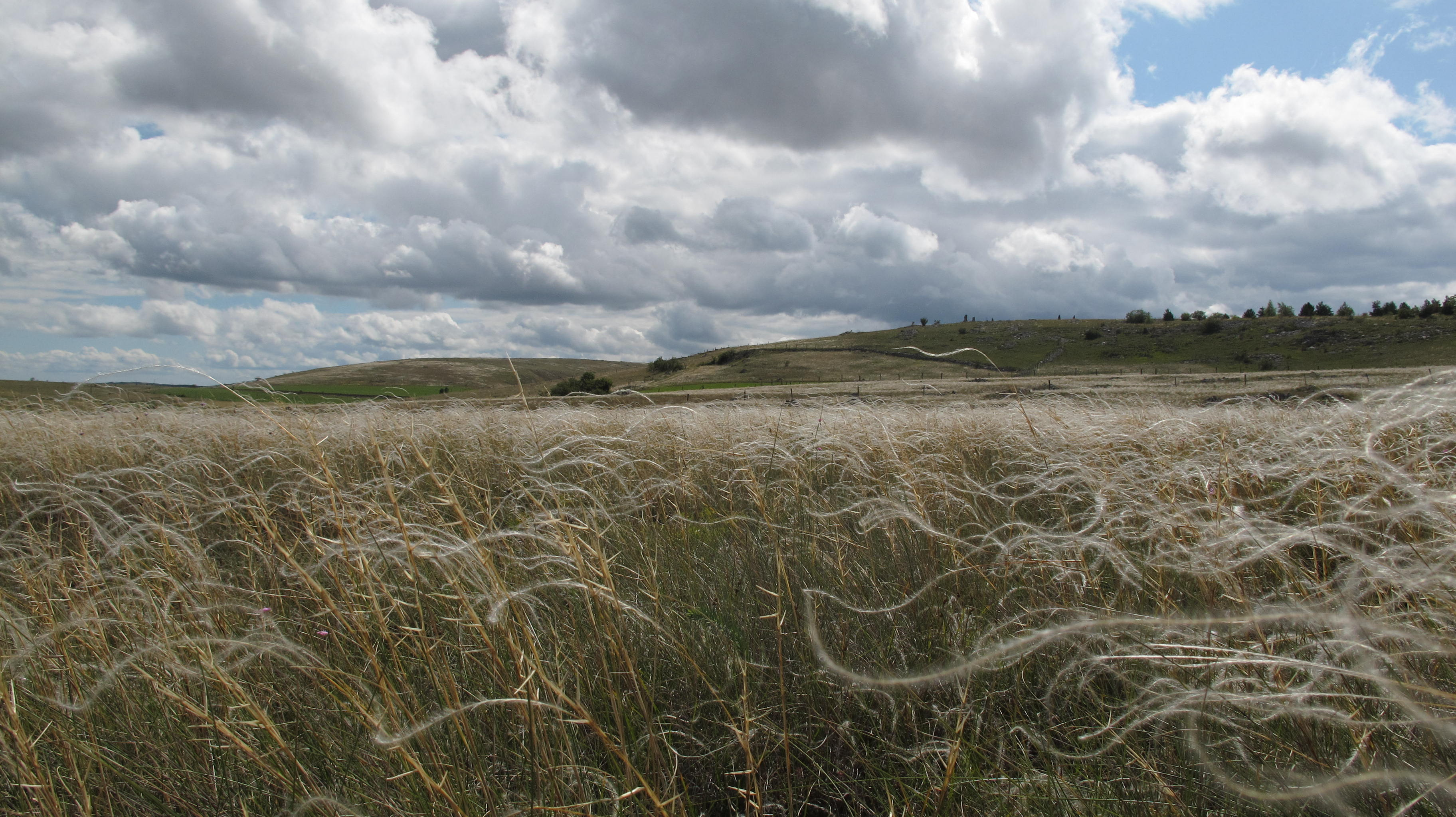
Cheveux d'anges dans les environs de Drigas, Hures-la Parade.